# Лютовиська
Лютови́ська — село в Бісковицькій сільській громаді Самбірського району Львівської області України. Населення становить 550 осіб.

## Історія
Село Лютовиська засноване в 1510 році.

## Релігія
У селі діє Церква Преподобної Параскевії УПЦ КП, зведена у 1996 році. Храмова свято — 27 жовтня. Настоятель о. Дмитро Яворський
У ніч на 2 серпня 2016 року 23-річний безробітний місцевий житель потрощив на місцевому цвинтарі надгробні плити майже на 150 могилах, а з 15 поховань витягнув і розтрощив надмогильні хрести. Про це повідомляє кореспондент ТСН зі Львівщини. Раніше він пошкодив невеличку капличку в лісі.

## Освіта та культура
День села святкується 27 жовтня. Є дитячий садок, народний дім на 300 місць, бібліотека, волейбольний та футбольний майданчик

## Охорона здоров'я
У селі діє амбулаторія. Відстань до найближчої лікарні — 22 км.

## Зв'язок
У селі діє відділення зв'язку та телефонна станція на 86 абонентів.

## Населення

### Мова
Розподіл населення за рідною мовою за даними перепису 2001 року:
| Мова       | Кількість | Відсоток |
| ---------- | --------- | -------- |
| українська | 544       | 100%     |

## Особи
- Ковалик Марія Миколаївна (нар. 1996) — сержант Збройних Сил України, учасниця російсько-української війни, що відзначилася під час російського вторгнення в Україну.
- Котецький Костянтин — інженер-хімік, хорунжий УСС, посадовець ЗУНР;
- Фігура Степан — сотник, Волівський окружний командант Карпатської Січі, вояк УГА, науковець-археолог;
- Хай Мирослав Васильович — відомий учений у галузі механіки деформованого твердого тіла та теорії інтегральних рівнянь, доктор фізико-математичних наук.
- Хай Михайло Йосипович (1946-2022) — український етномузиколог.
- Чижович Володимир Володимирович (1937—1994) — американський футболіст і тренер українського походження.
- Чижович Євген Володимирович (1935—2014) — американський педагог фізичного виховання українського походження.
- Чижович Ігор-Богдан Володимирович (1933—2015) — американський спортивний організатор, громадський діяч українського походження.